# Дейвид Линч
Дейвид Кийт Линч (на английски: David Keith Lynch) е американски кино- и телевизионен режисьор и художник. През дългата си кариера той изгражда свой характерен и нетрадиционен начин за изобразяване на филмовото повествование, разпознаваем стил от публика и критици по целия свят.
Филмите му имат многобройни номинации за награда „Оскар“, включително три номинации в категория режисура. Два пъти печели френската филмова награда „Сезар“ в категория чуждестранен филм. Филмът Диво сърце (1990) му донася „Златна палма“ от фестивала в Кан. Режисьорът е удостоен и с приза „Златен лъв“ за цялостно творчество от филмовия фестивал във Венеция. През 2002 г. френското правителство го удостоява с „Ордена на Почетния легион“.

## Биография

### Младежки години
Дейвид Линч е роден на 20 януари 1946 г. в град Мизула, щата Монтана. Баща му, Донълд Уолтън Линч е научен работник към Министерството на земеделието на САЩ. Майка му, Едуина Линч е преподавател по английски език. Родителите на дядо му по майчина линия имигрират в САЩ от Финландия през XIX век. Линч е възпитаван като презветарианец. Детството му преминава в северозападния тихоокеански регион на САЩ и в Дърам, Северна Каролина. Той постига най-високия (Ийгъл Скаут) ранг в бойскаутската американска програма, на 15 години и участва като шафер в церемонията по встъпване в длъжност на президента Джон Кенеди.
Възнамерявайки първоначално да стане художник, Линч посещава курсовете в училището по изкуства „Коркоран“ във Вашингтон, докато успоредно завършва и гимназиалното си образование в Александрия (Вирджиния) през 1964 г. Той преминава и едногодишен курс към музея за изящни изкуства в Бостън, където негов съквартирант е рок музикантът Питър Улф. С приятеля си – художника Джек Фиск, планират да заминат в Европа, където да учат при австрийския експресионист Оскар Кокошка. Въпреки че възнамеряват да останат там за 3 години, Линч се завръща в САЩ само след 15 дена.

### Личен живот
През живота си Дейвид Линч има няколко дълготрайни връзки. През 1967 г. в Чикаго той се жени за Пеги Линц. Двамата имат дъщеря – Дженифър Чамбърс Линч, родена през 1968 г., която също работи като филмов режисьор. С Пеги се развеждат през 1974 г. През 1977 г. Линч сключва втори брак – с Мери Фиск. Двамата също имат едно дете – синът Остин Джек Линч, роден през 1982 г. Развеждат се през 1987 г. По това време – след снимките на филма Синьо кадифе (1986), режисьорът започва връзка с актрисата Изабела Роселини, която продължава до 1991 г. В началото на 1990-те Дейвид Линч развива отношения с Мери Суийни, от която е синът им Райли Линч, роден през 1992 г. Двамата работят от доста време заедно. Суийни е продуцент и съсценарист на филма Историята на Стрейт. Връзката им продължава повече от десетилетие. В крайна сметка те сключват брак през 2006 г., но няколко месеца по-късно се развеждат. През февруари 2009 г. Линч се жени за актрисата Емили Стофъл, която участва във филма му от 2006 г. – Инланд Емпайър.

## Филмография
| година | заглавие                     | заглавие (английски)          | Оскар     | Оскар   | БАФТА     | БАФТА   | Златен глобус | Златен глобус | други             | други |
| година | заглавие                     | заглавие (английски)          | номинации | награди | номинации | награди | номинации     | награди       |                   |       |
| ------ | ---------------------------- | ----------------------------- | --------- | ------- | --------- | ------- | ------------- | ------------- | ----------------- | ----- |
| 1977   | Гумена глава                 | Eraserhead                    |           |         |           |         |               |               |                   |       |
| 1980   | Човекът слон                 | The Elephant Man              | 8         |         | 7         | 3       | 4             |               |                   |       |
| 1984   | Дюн                          | Dune                          |           |         |           |         |               |               |                   |       |
| 1986   | Синьо кадифе                 | Blue Velvet                   | 1         |         |           |         | 2             |               |                   |       |
| 1990   | Диво сърце                   | Wild at Heart                 | 1         |         | 1         |         | 1             |               | Златна палма, Кан |       |
| 1992   | Туин Пийкс: Огън, следвай ме | Twin Peaks: Fire Walk with Me |           |         |           |         |               |               |                   |       |
| 1997   | Изгубената магистрала        | Lost Highway                  |           |         |           |         |               |               |                   |       |
| 1999   | Историята на Стрейт          | The Straight Story            | 1         |         |           |         | 2             |               |                   |       |
| 2001   | Мълхоланд Драйв              | Mulholland Drive              | 1         |         | 2         | 1       | 4             |               |                   |       |
| 2006   | Инланд Емпайър               | Inland Empire                 |           |         |           |         |               |               |                   |       |

### Късометражни филми
| година | заглавие                   | заглавие (английски)               |
| ------ | -------------------------- | ---------------------------------- |
| 1966   | Шестима мъже се разболяват | Six Men Getting Sick               |
| 1967   | Абсурд примесен със страх  | Absurd Encounter with Fear         |
| 1968   | Азбуката                   | The Alphabet                       |
| 1970   | Бабата                     | The Grandmother                    |
| 1974   | Ампутираната               | The Amputee                        |
| 1988   | Каубоят и французинът      | The Cowboy and the Frenchman       |
| 1995   | Предчувствие за злодеяние  | Premonition Following An Evil Deed |
| 2002   | Затъмнената стая           | Darkened Room                      |
| 2007   | Лодка                      | Boat                               |
| 2007   | Абсурда                    | Absurda                            |
| 2007   | Синъо-зелено               | Blue Green                         |
| 2008   | Индустриален звуков пейзаж | Industrial Soundscape              |
| 2008   | Буба лази                  | Bug Crawls                         |
| 2009   |                            | 42 One Dream Rush                  |
| 2010   |                            | Lady Blue Shanghai                 |
| 2011   |                            | I Touch a Red Button               |
| 2011   |                            | The 3 Rs                           |
| 2012   |                            | Crazy Clown Time                   |

### Телевизионни и уеб серии
| година      | заглавие      | заглавие (английски) | брой епизоди |
| ----------- | ------------- | -------------------- | ------------ |
| 1990 – 1991 | Туин Пийкс    | Twin Peaks           | 30           |
| 1992        | В ефир        | On the Air           | 7            |
| 1993        | Хотелска стая | Hotel Room           | 3            |
| 2002        | Дъмбленд      | DumbLand             | 8            |
| 2002        | Зайци         | Rabbits              | 9            |
| 2017        | Туин Пийкс    | Twin Peaks           | 18           |

### Музикални клипове
| година | песен                          | изпълнител     |
| ------ | ------------------------------ | -------------- |
| 1991   | „Wicked game“                  | Крис Айзък     |
| 1992   | „Dangerous Teaser“             | Майкъл Джексън |
| 2009   | „Shot in the Back of the Head“ | Моби           |
| 2013   | „Came Back Haunted“            | Найн Инч Нейлс |